# 高发
高发（1959年4月29日—），中国男演员，辽宁省大连市人。中央戏剧学院表演系2002届研究生，2006届对外经济贸易大学国际商学院EMBA硕士。中国国家话剧院国家一级演员。

## 主要作品

### 电视剧
- 中国中央电视台《叶挺将军》饰 叶挺
- 中国中央电视台《浮尘》饰 杨萧
- 中国中央电视台《鄂尔多斯》饰 赵洪生
- 中国中央电视台《牵手》饰 沈五一
- 中国中央电视台《铁鹰行动》饰 二盖子
- 中国中央电视台《红岩》饰 魏吉伯
- 中国中央电视台《走过斑马线》饰 贺家声
- 中国中央电视台《大法官》饰 方正
- 中国中央电视台《花非花》饰 欧阳严
- 中国中央电视台《汉武大帝》饰 伊稚斜单于
- 中国中央电视台《大宋提刑官》 饰 贾博古
- 河南电视台《大宋惊世传奇》（新狸猫换太子）饰 包拯
- 上海电视台《我家的故事》饰 曾强
- 西安电视台《保卫延安》饰 胡宗南（中央1套首播）
- 中国艺术家协会《天堑1949》饰 肖剑秋
- 中国艺术家协会《血缘》饰 周志刚
- 《狙击生死线》饰 钱副厅长
- 《新四军女兵》饰 叶挺（客串）
- 《冰是睡着的水》饰 黄振 （客串）
- 《某年某月某一天》 饰 刘剑阁
- 《濠江有情》 饰 王建邦
- 《陈云在临江》 饰 杜聿明
- 《真心英雄》 饰 周俊杰
- 《迷失金三角》 饰 康龙飞
- 《招商春秋》 饰 李鸿章
- 《福星临门》
- 《违背》
- 《花自飘零》
- 《售楼小姐》
- 《大魔方》
- 《灯火万家》
- 《建元风云》饰 蒙哥
- 《孔子》饰 阳虎

### 电影
- 中影集团《证书》饰 王昭
- 北京电影制片厂《铸剑》饰 晏之傲
- 西安电影制片厂《川岛芳子》饰 岩原一夫
- 西安电影制片厂《特警出击》饰 欧阳
- 天山电影制片厂《超越死亡》饰 毁灭者
- 西安电影制片厂《西域响马》饰 杨剑飞
- 电影频道节目中心《邓稼先》饰 钱三强
- 八一电影制片厂《大决战-平津战役》饰 耿飚
- 八一电影制片厂《肝胆相照》饰 阎锦文
- 《鬼楼》饰 冯江楚
- 《总统套房》
- 《换个活法》
- 《血色王冠》
- 《血祭落花坡》
- 《国魂》
- 《女神捕之杀手无名》
- 《碧血狂龙》
- 《井冈英魂》
- 《蓝煞星》饰 警察
- 《魂飞魔路》（2010）
- 《仙人坝的红衣兜》（2011年）饰 王虎彪

### 话剧
- 《全是北京人》
- 《饥饿海峡》
- 《白莲花》
- 《欲望号街车》

## 外部連結
- 高发的新浪微博